# 막스 메르켈
막스 메르켈(독일어: Max Merkel; 1918년 12월 7일, 빈 ~ 2006년 11월 28일, 바이에른 주 푸츠브룬)은 오스트리아의 전 축구 선수로, 현역 시절 독일과 오스트리아의 수비수로 활약했다. 같은 시기 그는 라피트 빈, 비너, 그리고 루프트바펜 마커스도어프에서 활동했다.

## 감독 수상
라피트 빈
- 오스트리아 리그: 1956–57

1860 뮌헨
- 분데스리가: 1965–66
- DFB-포칼: 1963–64
- 유러피언 컵위너스컵 준우승: 1964–65

뉘른베르크
- 분데스리가: 1967–68

아틀레티코 마드리드
- 코파 델 헤네랄리시모: 1971–72
- 라 리가: 1972–73